# 胜利者海克力斯神庙
胜利者海克力斯神庙（義大利語：Tempio di Ercole Vincitore）是一座圆形的古罗马神庙建筑，位于意大利罗马的屠牛广场（Forum Boarium）。它周围环绕着希腊风格的柱廊，这种布局使其被误认为是维斯塔神庙。
1132年，这座神庙改为教堂，供奉圣斯德望（Santo Stefano alle Carozze），1475年增加了祭台上面的壁画。17世纪，教堂主保改为太阳圣母（Santa Maria del Sole）。
虽然（或者因为）屠牛广场是古罗马的牲畜市场，民间信仰相信苍蝇和狗都不会进入神庙。
1935年，这座神庙被正式列为历史古迹。